# Wałdowo (powiat świecki)
Wałdowo – (niem. Waldau) wieś w Polsce położona w województwie kujawsko-pomorskim, w powiecie świeckim, w gminie Pruszcz. Według spisu powszechnego z 31 marca 2011 roku wieś liczyła 357 mieszkańców. 
W latach 1975–1998 miejscowość należała administracyjnie do województwa bydgoskiego.
Główną atrakcją miejscowości jest urokliwy kościół z przełomu XIX i XX w., pierwotnie ewangelicki, a obecnie katolicki z wieżą i czterema tarczami zegarowymi (obecnie należący do parafii pw. Trójcy Świętej w Pruszczu). W ostatnich latach świątynia przeszła generalny remont przy wykorzystaniu funduszy unijnych a w 2014 była głównym tematem jednego z odcinków w cyklu reportaży "Skarby prowincji" (sezon 2, odc. 1).

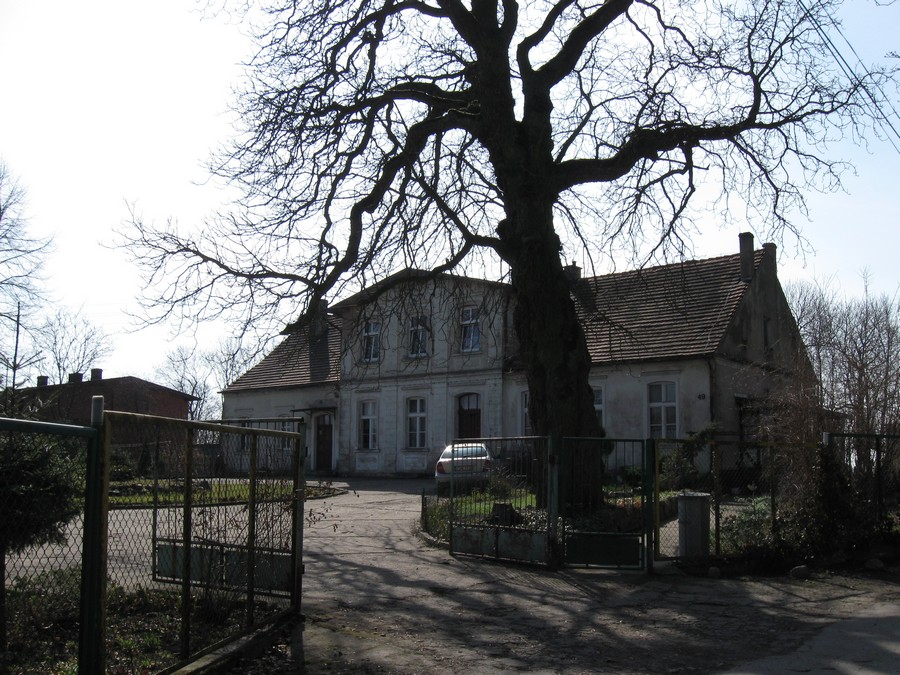
dwór w Wałdowie